# Wernerbad

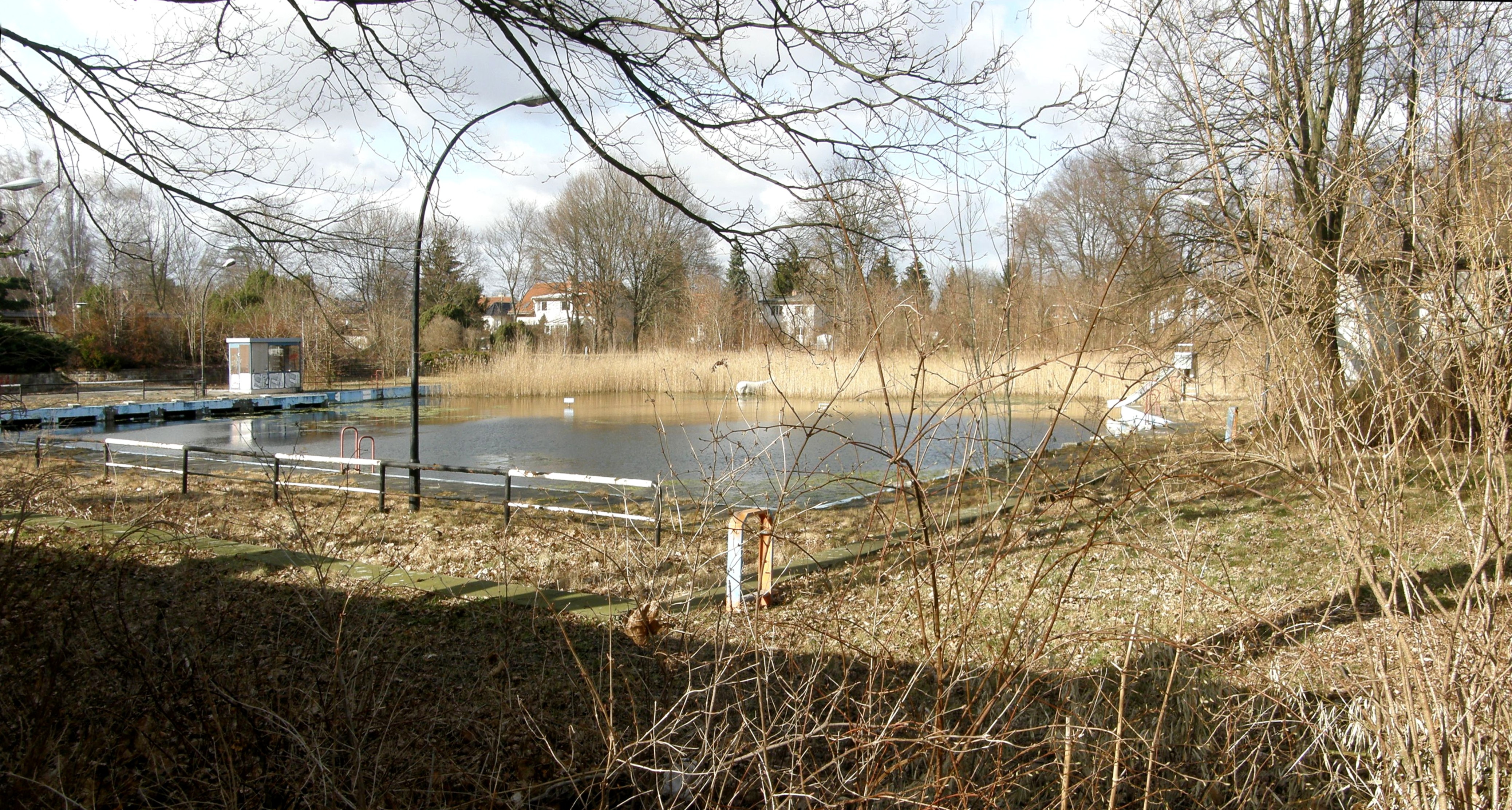
Marodes wassergefülltes Wernerbad,
März 2012

Das Wernerbad im Berliner Ortsteil Kaulsdorf wurde 1905 als Freibad Wernersee eröffnet und war bis 2002 geöffnet. Das Bad, eine Mischform aus natürlichem See und erbautem Freibad, existiert noch, eine Wiedereröffnung zeichnet sich nicht ab.

## Geschichte
Der Katzenstertpfuhl war ein Toteisloch, also ein kleines in der letzten Eiszeit entstandenes natürliches Gewässer. Aus dem Pfuhl wurde 50 Jahre lang Erde für eine Ziegelei entnommen, sodass der See stetig tiefer wurde. Dort eröffnete der Kaulsdorfer Landwirt Wilhelm Werner (1877–1915) im Jahr 1901 die Ausflugsgaststätte Badeschlösschen und im Jahr 1905 die Badeanstalt Wernerbad. Der Katzenstertpfuhl heißt seitdem Wernersee. Am 12. August 1905 wurde der Kaulsdorfer Schwimmverein Wetterfest gegründet; das Datum gilt als offizielle Eröffnung des Bades. Im Sommer gab es Schwimmunterricht für die Kaulsdorfer Kinder, im Winter verwandelte sich der See in eine Natureisbahn. Vier Jahre später gab es am See neben dem Badeschlösschen noch Umkleidekabinen, einen großen Vereinssaal und einen großen Garten. 1945 wurde der Badebetrieb eingestellt.
Im Jahr 1951 übernahm der Ost-Berliner Magistrat das Gelände. In den Jahren 1957–1959 wurde das Freibad Wernersee im Rahmen des NAW wieder benutzbar gemacht und am 15. August 1959 eröffnet. Es verfügte über acht 50-Meter-Bahnen sowie Abteilungen für Schwimmer und Nichtschwimmer. Auf dem Freigelände befanden sich Sportplätze, ein Kinderspielplatz und die nun vom Konsum betriebene kleine Gaststätte. Zudem gab es eine steinerne Pinguingruppe und die Skulptur eines Flusspferdes, die bald als Maskottchen der Freibadeanstalt galt. Beide Kunstwerke wurden vom Bildhauer Erwin Kobbert in den 1950er Jahren geschaffen, das Flusspferd steht noch heute in einem Schilfgürtel am Uferstreifen. Ab 1990 ging der See in das Eigentum des Berliner Senats über, der es vermutlich dem Bezirk Marzahn übertrug, ab 1996 betrieben die Berliner Bäderbetriebe die Einrichtung.
Im Jahr 2002 wurde das Wernerbad geschlossen, weil die baulichen, technischen und hygienischen Ausstattungen nicht mehr den Standards entsprachen. Die Natur konnte sich wieder ungehindert ausbreiten, die Bauwerke wurden Opfer von Vandalismus. Jahrelang versuchte die Bezirksverwaltung, das Bad zu reaktivieren, auch mit Hilfe des 1996 gegründeten Bürgervereins ‚Freunde des Wernerbades e. V.‘. Für die Umsetzung fand sich kein Interessent.
Durch Beschluss des Berliner Abgeordnetenhauses wurde 2013 das Gelände, zuvor eine reine Sportfläche, umgewidmet und ein Bebauungsplan aufgestellt. Es sollte ein Komplex für Demenzkranke mit Restaurant und medizinischen Einrichtungen auf der Fläche gebaut werden, wobei das Ostufer des Wernersees öffentlich zugängig bleiben sollte. Die BIM teilte im Juli 2018 mit, es habe keine zuschlagsfähigen Angebote von Investoren gegeben. Daraufhin kündigte eine Investorengruppe an, gegen diese Entscheidung zu klagen. Das weitere Schicksal des Geländes ist unklar.